# Agrilus ater
Agrilus ater es una especie de insecto del género Agrilus, familia Buprestidae, orden Coleoptera.
Fue descrita científicamente por Linnaeus, 1767.